# Walter Kühn (Marineingenieur)
Walter Kühn (* 27. Juli 1890 in Grünberg (Schlesien); † 27. April 1944) war ein deutscher Konteradmiral (Ing.) der Kriegsmarine.

## Leben
Walter Kühn trat am 1. Oktober 1910 in die Kaiserliche Marine als Marine-Ingenieur-Anwärter ein. Am 1. April 1911 wurde er Marine-Ingenieur-Oberanwärter und erreichte bis 16. Juli 1917 den Rang eines Marineingenieurs im Range eines Leutnants zur See. Er diente bis zum Untergang im November 1914 auf der Yorck und war dann als Leitender Ingenieur auf dem Torpedoboot T 175. Anschließend kam er in der gleichen Position bis Dezember 1917 auf die V 46 und dann bis Kriegsende auf die V 83.
Nach dem Krieg wurde er in die Reichsmarine übernommen und hier erst am 9. September 1920 Oberleutnant (Ing.) und dann am 1. Oktober 1922 Kapitänleutnant (Ing.). 1930 war er als Korvettenkapitän (Ing.) (Beförderung zum 1. November 1929) Flottilleningenieur bei der II. Torpedobootsflottille in Wilhelmshaven.
Am 1. Oktober 1936 wurde er zum Kapitän zur See (Ing.) befördert und war im gleichen Jahr in der Schiffsmaschinen-Inspektion in Wilhelmshaven. Von Februar 1937 bis August 1940 war er Stationsingenieur bei der Marinestation der Ostsee. Anschließend wurde er Gruppeningenieur des Marinegruppenkommandos Ost und nach der Umwandlung, ab 1. September 1940 als Konteradmiral (Ing.), auch in der Folgeorganisation, dem Marinegruppenkommando Nord. Mit der erneuten Umorganisation und der Auflösung des Marinegruppenkommandos Nord wurde er im März/April 1943 von der Position abkommandiert. Am 1. September 1942 wurde er z.V. gestellt. Er war dann bis August 1943 zur Verfügung des Marineoberkommandos Ost gestellt. Am 30. September 1943 wurde er aus der Kriegsmarine entlassen.
1944 starb er bei einem Bombenangriff.